# Roger Féral
Pour les articles homonymes, voir Lazareff.
Roger Féral, de son nom d'état-civil Roger Boris Lazareff, né le 19 octobre 1904 à Paris où il est mort le 5 octobre 1964 , est un journaliste, écrivain, scénariste et auteur dramatique à succès. Il est le frère aîné de Pierre Lazareff.

## Carrière
Avant la Seconde guerre mondiale, il est l'un des artisans importants de la radio française. Il dirige Radio 37 où il crée l'émission vedette Le Bar des vedettes qui est transposée à la télévision après la guerre.
Il est connu du grand public par son émission télévisée Télé-Paris, devenue Paris-Club, où le Tout-Paris se côtoie. L'émission, l'une des plus populaires en France, entièrement en direct, permet au public de suivre l'actualité culturelle parisienne. Il y reçoit écrivains, acteurs, chanteurs et musiciens.
Roger Féral fait partie de l'équipe dirigeante de France-Soir. Il dirige également, avec sa femme Janine, l'agence Scoop.
Parallèlement à sa vie médiatique, il entretient une importante activité créative. Au théâtre, sa pièce la plus célèbre est Crime parfait. Il signe ou co-signe des scenarii de films, dont Divine de Max Ophüls. Il est aussi l'auteur de plusieurs dizaines de chansons et de romans.
Il meurt d'une crise cardiaque dans son hôtel particulier de la rue Galvani à Paris le lundi 5 octobre 1964, trois semaines après le décès de son épouse, Janine Sadoch, morte d'un cancer. Il laisse un fils, François (né en 1949), qui est recueilli par son oncle Pierre Lazareff.

## Filmographie

### Parolier et scénariste
- 1931 : Bric-à-brac et compagnie, d'André Chotin (moyen métrage)
- 1931 : Vacances, de Robert Boudrioz
- 1931 : Durand contre Durand, de Léo Joannon
- 1931 : Pas un mot à ma femme, d'André Chotin (court métrage)
- 1932 : L'Agence O'Kay d'André Chotin (moyen métrage)
- 1932 : Madame ne veut pas d'enfants, de Hans Steinhoff
- 1933 : Les deux canards[2], d'Erich Schmidt
- 1934 : Itto de Jean Benoît-Lévy et Marie Epstein
- 1934 : Pour un piano, de Pierre Chenal (court métrage)
- 1935 : Divine, de Max Ophüls
- 1952 : Paris chante toujours, de Pierre Montazel
- 1954 : Boum sur Paris, de Maurice de Canonge

### Acteur
- 1947 : Une grande fille toute simple, de Jacques Manuel
- 1955 : Villa Sans-Souci, de Maurice Labro

## Théâtre
Auteur
- 1951 : La Femme troublée
- 1957 : Ne faites pas l'enfant, mise en scène Michel de Ré, Théâtre de l'Ambigu
- 1959 : La Grève des amoureux, Théâtre Marigny

Adaptation
- 1953 : Crime parfait, de Frederick Knott, mise en scène par Georges Vitaly, Théâtre des Ambassadeurs
- 1960 : La Nuit du 9 mars, de Jack Roffey[3] et Gordon Harbord[4], mise en scène Henri Soubeyran[5], Théâtre des Ambassadeurs

## Biographie
- Schwarz-Abrys, peintre et lithographe, co-écrit avec Jacques Chabannes, Éditions J. Frapier, Paris, 1959.